# 塞迦紀年

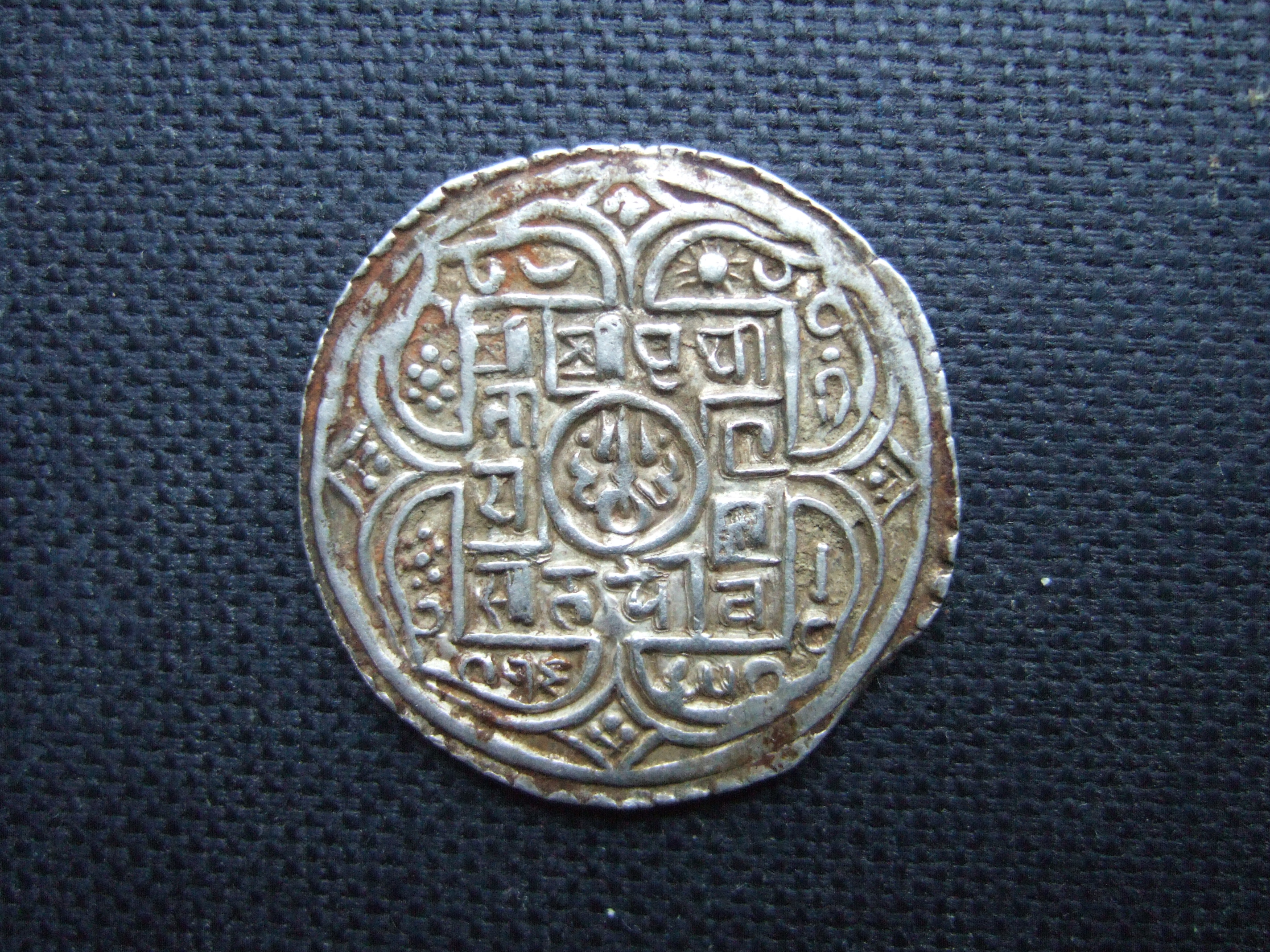
廓尔喀国王普利特维·纳拉扬·沙阿塞迦1685年（公元1763年）莫哈尔银币

塞迦纪年（IAST: ），是印度历史上的一种纪年方法，比公元纪年晚78年。 
相傳塞迦曆是由印度百乘王朝君主沙利哇訶那發明，不過塞迦曆的起源爭議很大。目前普遍認為塞迦曆是西薩特拉普王朝Chastana在公元78年即位時創立的。
塞迦曆在笈多王朝時期仍被使用，並在佛教衰落以後成為印度教傳統的一部份。6世紀至7世紀左右，塞迦曆被傳播到東南亞各國。在緬甸、泰國等國，塞迦曆俗稱大塞迦曆（緬甸語發音：[məhà θɛʔkəɹɪʔ]，皇家轉寫：Mahasakkarat），或簡稱大曆。
爪哇宮廷曾使用塞迦曆，直到1633年被伊斯蘭教曆取代。
1959年，印度對塞迦曆加以改良，制定了印度國定曆，俗稱沙利哇訶那·塞迦曆。

## 深入阅读
- Ricklefs, Merle Calvin.  2nd. Stanford University Press and Macmillans. 1993. ISBN 9780804721950.